# Видземе
Видземе (на латвийски: Vidzeme) е една от четирите историко-културни области, които образуват съвременна Латвия.

## Обща информация
Латвийското име на областта идва от комбинацията между думите vidus (среден) и zeme (земя), образувайки Vidzeme или на български Средна земя. Исторически погледнато Видземе отговаря на средната част на Ливония, която се е простирала на север до Финския залив и на юг до Литва. В наши дни когато се говори за Ливония най-често се има предвид точно областта Видземе.
С обща площ от 23 000 km² Видземе заема 35% от общата територия на Латвия.
Видземе граничи на запад с Балтийско море, на север с Естония, на изток с Русия и на юг с река Даугава и латвийската област Латгале.

## Райони във Видземе
Областта Видземе включва в територията си 9 от 26 административни района на република Литва:
- Алуксне
- Валмиера
- Валка
- Гулбене
- Лимбажи
- Мадона
- Огре
- Рига
- Цесис

## Градове във Видземе
В област Видземе живеят приблизително 1 036 000 душили или 45% от населението на Латвия. На територията на областта има 32 града или 42% от всички населени места в републиката, които са със статут на град. На територията на Видземе има 8 града с население повече от 10 000 души, като тук се намира и столичният град Рига, който съставлява около 75% от цялото население на областта.
| - Айзкраукле - Айнажи - Алоя - Алуксне - Апе - Балдоне - Баложи - Валка - Валмиера - Вангажи - Гулбене - Икшкиле - Кегумс - Лиелварде - Лигатне - Лимбажи |  | - Лубана - Мадона - Мазсалаца - Огре - Олайне - Плявиняс - Рига - Руиена - Салацгрива - Саласпилс - Саулкрасти - Седа - Сигулда - Смилтене - Стайцеле - Юрмала |